# Infurcitinea senecae
Infurcitinea senecae är en fjärilsart som beskrevs av Reinhardt Gaedike 1987. Infurcitinea senecae ingår i släktet Infurcitinea och familjen äkta malar.
Artens utbredningsområde är Libya. Inga underarter finns listade i Catalogue of Life.